# Unterseeboot 1308
L'Unterseeboot 1308 ou U-1308 est un sous-marin allemand (U-Boot) de type VIIC/41 utilisé par la Kriegsmarine pendant la Seconde Guerre mondiale.
Il est commandé le 1er août 1942 à Flensbourg (Flensburger Schiffbau-Gesellschaft), sa quille posée le 16 février 1944, il est lancé le 22 novembre 1944 et mis en service le 17 janvier 1945, sous le commandement de l'Oberleutnant zur See Heinrich Besold.
L'U-1308 est le dernier sous-marin de type VIIC/41 mis en service par la Marine de guerre allemande. À compter de 1943, l'État-Major de la Marine ne commanda plus aucun sous-marin de type VII, préfèrant le type XXI et le type XXIII.
L'U-1308 n'a ni coulé ni endommagé de navire, n'ayant pris part à aucune patrouille de guerre.
Il est sabordé près de Warnemünde, en mai 1945.

## Conception
Unterseeboot type VII, l'U-1308 avait un déplacement de 769 tonnes en surface et 871 tonnes en plongée. Il avait une longueur totale de 67,10 m, un maître-bau de 6,20 m, une hauteur de 9,60 m, un tirant d'eau de 4,74 m et un tirant d'air de 4,86 m. Le sous-marin était propulsé par deux hélices de 1,23 m, deux moteurs diesel Germaniawerft M6V 40/46 de 6 cylindres en ligne de 1 400 cv à 470 tr/min, produisant un total de 2 060 à 2 350 kW en surface et de deux moteurs électriques Allgemeine Elektricitäts-Gesellschaft GU 460/8-276 de 375 cv à 295 tr/min, produisant un total 550 kW, en plongée. Le sous-marin avait une vitesse en surface de 17,7 nœuds (32,8 km/h) et une vitesse de 7,6 nœuds (14,1 km/h) en plongée. Immergé, il avait un rayon d'action de 93 milles marins (150 km) à 4 nœuds (7,4 km/h; 4,6 milles par heure) et pouvait atteindre une profondeur de 230 m. En surface son rayon d'action était de 9 426 milles nautiques (soit 15 170 km) à 10 nœuds (19 km/h).
L'U-1308 était équipé de cinq tubes lance-torpilles de 53,3 cm (quatre montés à l'avant et un à l'arrière) et embarquait quatorze torpilles. Il était équipé d'un canon de 8,8 cm SK C/35 (220 coups), d'un canon de 20 mm Flak C30 en affût antiaérien et d'un canon 37 mm Flak en version LM 43U, doté d'un bouclier pliant court sur son Wintergarten supérieur. L'U-1308, comme la plupart des types VII, IX et XXI, était équipé de deux périscopes, un pour l'attaque, l'autre à des fins de navigation et de recherche. Il pouvait transporter 26 mines Torpedomine A ou 39 mines Torpedomine B. Son équipage comprenait 4 officiers et 44 à 56 sous-mariniers.

## Flak
Le canon anti-aérien de type LM 43U est le modèle final du canon de pont de 3,7 cm équipant les sous-marins allemands. Ce modèle est une version améliorée du LM 42U.
Il équipe les sous-marins U-249, U-826, U-977, U-1023, U-1171, U-1305, U-1306 et U-1308.
Le canon 3,7 cm Flak M42U présente la version navale du 3,7 cm Flak 36/37  utilisé par la Kriegsmarine sur les navires de surface et M42U sur les U-Boote de type VII et de type IX.

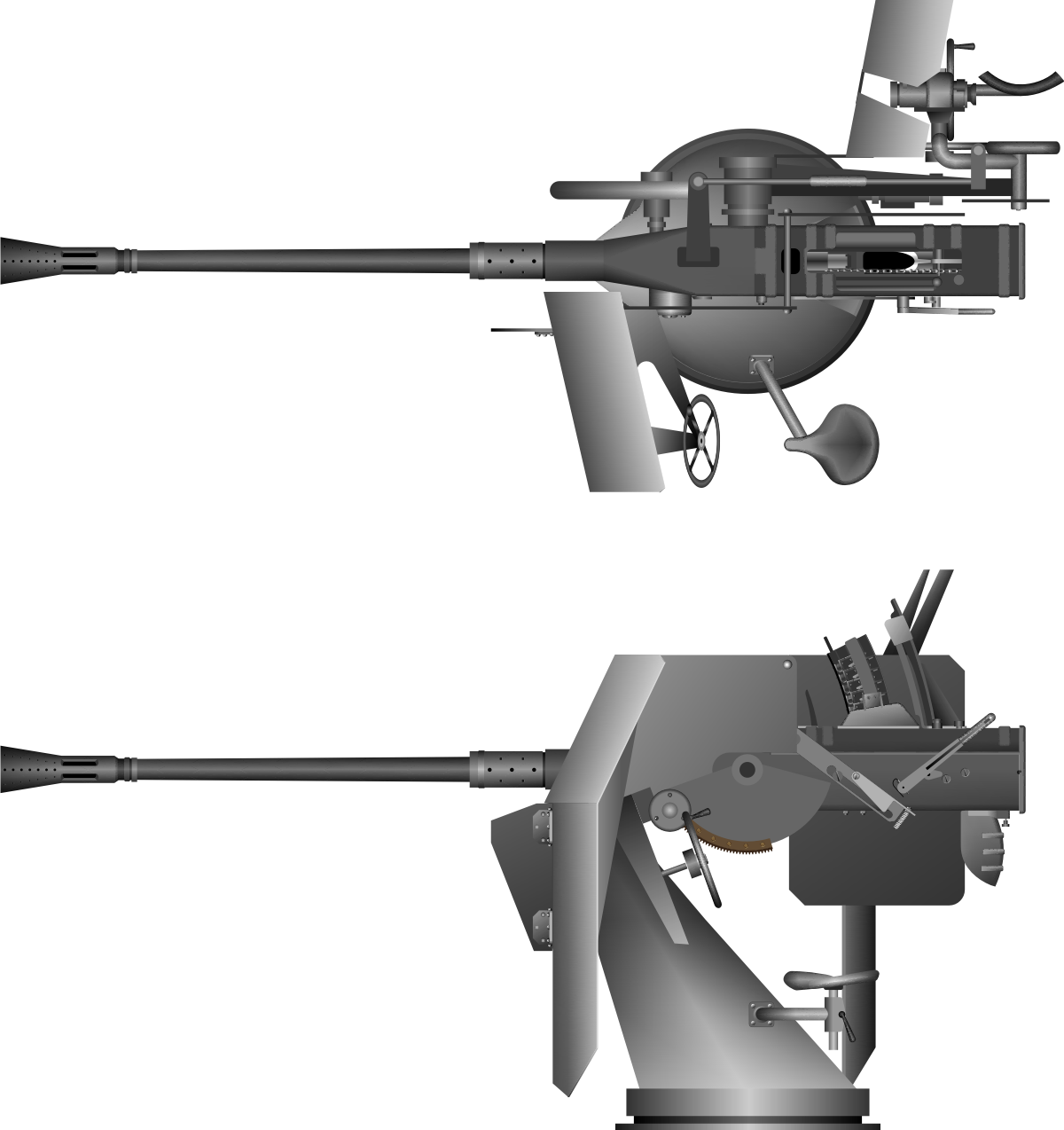
Canon 3,7 cm Flak M42U sur la version LM 43U.

## Capteurs

### Appareils d'écoute sous-marin

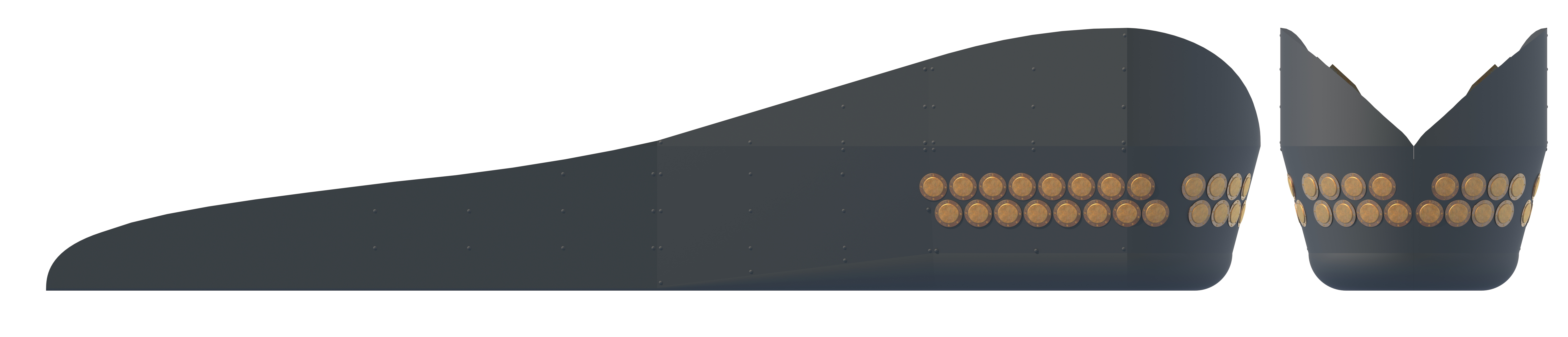
Vue d'un Balcongerät équipé sur le type VIIC.

L'U-1308 était l'un des dix U-Boote de type VII équipé d'un Balkongerät (littéralement Appareil de balcon ou d'équipement). Le Balkongerät équipe les sous-marins U-682, U-788, U-799, U-997, U-1021, U-1105, U-1172, U-1306, U-1307 et U-1308.
Ce système contenant 48 récepteurs sonores placés à l'avant de la quille du bateau équipait tous les sous-marins Type XXI et Type XXIII et également sur plusieurs Type IX et Type X. Le Balkongerät est une version améliorée du Gruppenhorchgerät (en) (GES). Le GES reunit 24 hydrophones et le Balkongerät le double, permettant aux sous-marins de détecter les bâtiments de surface.
Le principe des hydrophones est assez simple. Le dispositif se compose de deux paires de microphones sous-marins détectant les bruits d'hélices de navires. En mesurant le temps nécessaire au cheminement du son vers les microphones, le dispositif détermine la position du navire bruiteur en regard de celle de l'U-Boot. Le radio peut déterminer la nature du navire : marchand ou de guerre, selon sa vitesse de déplacement.
Avec une vitesse se propageant plus de quatre fois plus vite dans l'eau que dans l'air, les hydrophones pouvaient capter des signaux de convois voyageant à plus de 100 kilomètres de distance.
Pour une efficacité maximale, l'U-Boot fait surface et arrête ses moteurs pendant quelques minutes lors des écoutes par hydrophones, sa passivité constituant un atout.
L'U-1308 est équipé de 15 à 20 radars Thetis (en), radar leurre flottant utilisé par U-Boots pour confondre les radars alliés des navires de guerre.

## Historique
L'U-1308 fait partie d'une dizaine de sous-marins allemands dotés d'un revêtement de caoutchouc de 4 mm d'épaisseur. La technologie des tuiles anéchoïques est développée par l'Allemagne durant la Seconde Guerre mondiale, sous le nom de code Alberich, par référence à un sorcier invisible de la mythologie allemande. Cet équipement réduit les sons dans la plage de fréquences de 10 à 18 kHz à 15 % de leur puissance initiale. Cette plage de fréquences correspond à celles des premiers sonars ASDIC utilisés par les Alliés. Grâce à ce revêtement, la portée opérationnelle des ASDIC était réduite de 2 000 mètres à 300 mètres.
Ce revêtement équipait les sous-marins suivant : Type IIB — U-11; Type VIIC — U-480, U-485 et U-486; Type VIIC/41 — U-1105, U-1106, U-1107, U-1304, U-1306 et U-1308; Type XXIII — U-4704 (en), U-4708 et U-4709 (en).
Ce sous-marin suit son temps d'entraînement initial à la 4. Unterseebootsflottille basé à Stettin.
Étant toujours en phase d'entraînement à la fin de la guerre, il n’a jamais pris part à une patrouille ni à un combat.
Le 2 mai 1945, il est sabordé à environ 5 kilomètres (2,7 milles) au nord-ouest de Warnemünde, à la position 54° 10′ 03″ N, 12° 05′ 07″ E, suivant les ordres de l'amiral Karl Dönitz (Opération Regenbogen).
L'épave est renflouée le 7 juillet 1945 puis démolie au chantier Neptun à Rostock.

## Affectations
- 4. Unterseebootsflottille du 17 janvier 1945 au 2 mai 1945 (Période de formation).

## Commandement
- Oberleutnant zur See Heinrich Besold du 17 janvier 1945 au 2 mai 1945.